# Фоя, Людмила Адамовна
Людми́ла Ада́мовна Фо́я (укр. Людмила Адамівна Фоя; 3 сентября 1923, Топоры— 19 июля 1950, Невирков) — деятельница ОУН-УПА и писательница, завербованная НКГБ в 1944 году, раскрытая СБ ОУН и перевербованная обратно украинским националистическим подпольем. Убита в 1950 году во время спецоперации МГБ. Известна под псевдонимом «Оксана» в ОУН-УПА, как агент «Апрельская» в НКГБ и как писательница под псевдонимом «Мария Перелесник» или «Марко Перелесник».

## Биография

### Семья
Родилась 3 сентября 1923 года в селе Топоры (по другим данным, в 1922 году в посёлке Ставище). Родители: Адам Яковлевич Фоя (1890 г.р.) и Мария Михайловна Фоя (в девичестве Валюжанич, 1895 г.р.). В семье также росли дочь Галина (1919 г.р.) и сын Николай (1926 г.р.). По данным архивов, Адам Яковлевич Фоя воевал в Первую мировую войну на стороне Русской императорской армии, после контузии был демобилизован в 1916 году, во время борьбы за независимость Украины служил сотником в Армии УНР. Арестовывался в 1937—1938 годах. Мать — домохозяйка

### Юность
После рождения Людмилы семья переехала в Сквиру, где проживала до 1932 года. В 1932 году отец уехал в Киев, а семья перебралась в Бучу, где Людмила окончила школу. На момент начала войны Людмила проживала в Киеве и окончила школу. В ноябре 1941 года семья перебралась в Киев, где отец Людмилы устроился работать служащим областного потребительского союза. Людмила поступила в возобновивший работу Киевский медицинский институт в начале 1942 года.

### Вербовка ОУН-УПА
В августе 1941 года Людмила познакомилась с агентом ОУН(б) под псевдонимом «Ярема», который стал поставлять ей националистическую литературу, а в июне 1942 года встретилась с руководителем подполья ОУН(б) в Центральной Украине Дмитрием «Орликом» Мироном. Под влиянием националистов она сожгла комсомольский билет и перешла на службу ОУН, вступив туда официально в феврале 1943 года. Одной из знакомых Людмилы, повлиявшей на её мировоззрение, была и Надежда «Вера» Романова, будущая супруга руководителя ОУН(б) в Галиции Василия Сидора (оба были убиты 14 января 1949 года в бою против опергруппы МГБ). Людмила была содержателем конспиративной квартиры на улице Обсерваторной, куда прибывали многие националисты-подпольщики (в том числе и сыгравший важную роль в судьбе Фои уроженец Станиславской области Николай Козак и воспитывавший в духе национализма Фою студент сельхозинститута Валентин Бойко).
Сестра Людмилы, Галина, была также завербована ОУН, но арестована гестаповцами в Киеве и жестоко убита; Бойко призвал Фою вступить в националистическое подполье и отомстить немцам за гибель сестры. На фоне арестов и убийств руководителей ОУН (Дмитрий Мирон убит 21 июля 1942 у Оперного театра Киева, в том же году в тюрьме умерла руководитель Людмилы Елена Коляда) Фоя ушла из медицинского института. Тайно она занималась пропагандой идеологии ОУН-УПА, в 1943 году в Киеве начала собирать медикаменты в помощь националистам, которые вели борьбу против советских партизан в Полесье и на Волыни. Летом 1943 года в рамках технологической практики она прибыла на Волынь, где, предположительно, и встретилась первый раз с повстанцами.

### Работа на НКГБ
После освобождения Киева 6 ноября 1943 Людмила поступила на подготовительные курсы Института киноинженеров, продолжив работу с националистическим подпольем. Отец Людмилы, знавший о связях дочери с подпольем, призвал дочь отказаться от сотрудничества с ОУН-УПА, назвав их дураками, которые идут с перочинным ножом против танков, и уехать в Рязанскую область. 24 января 1944 года Людмила была арестована НКВД по обвинению в антисоветской деятельности и отправлена в тюрьму на улице Короленко. По наиболее распространённой версии, Фою сдали националисты. Людмила, убеждённая украинская националистка, сидела в одной камере с русской монахиней, которой вменяли сотрудничество с антисоветской монархической организацией «Скит» или «Остров». Старший оперуполномоченный 6-го отдела 2-го (контрразведывательного) Управления НКГБ УССР старший лейтенант Орлов вёл допрос Людмилы. По заявлениям самой арестованной следователям Службы безопасности ОУН, на неё давили в НКВД, угрожая ей тюрьмой.
Под давлением Людмила вынуждена была рассказать Орлову, хорошо знавшему деятельность Людмилы в подполье, всю известную информацию о конспиративных квартирах и складах ОУН, а также сообщить о связях с более чем 80 бандеровцами и 27 мельниковцами. Начальник 2-го управления подполковник Танельзон, однако, заподозрил Людмилу в сокрытии информации о ячейках бандеровцев в Белой Церкви и Сквире. На основе компромата капитан Орлов и подполковник Танельзон перевербовали в апреле 1944 года Людмилу Фою, присвоив ей псевдоним «Апрельская», и с санкции заместителя наркома полковника Данила Еспиенко её освободили ввиду оперативной необходимости. Родным Фоя говорила, что находилась на лечении.
С апреля 1944 года по май 1945 годы Людмила Фоя выполняла задания НКГБ. До вовлечения в разработку, задуманную полковником госбезопасности С. Т. Даниленко-Кариным, она зарекомендовала себя по линии 6-го отдела (работы по украинским и польским националистам) 2-го Управления. В это время НКГБ начало борьбу против Киевского краевого провода ОУН в рамках операции «Карпаты», куда была подключена как «Апрельская», так и агент «Таран» (агент НКВД с 1924 года Михаил Захаржевский). В ходе операции усилиями «Апрельской» и «Тарана» были раскрыты бандиты «Оскилко» и «Тымиш», которые планировали теракты в Киеве, но были пойманы 8-м отделом 2-го Управления в конце 1944 года.
За свою деятельность по поимке националистов Людмила поощрялась 10 раз премией размером от 500 до 1000 рублей и обильным продуктовым пайком. Капитан Иовенко в справке от 30 июня 1945 года писал следующее о Людмиле:

Грамотная, расторопливая, умеет заводить новые знакомства, быстро ориентируется в окружающей обстановке. В явках аккуратна, всегда готова выполнить любое задание наших органов.

«Таран» и «Апрельская» после операции стали готовиться аналогично для борьбы против волынских ячеек бандеровцев. По планам НКГБ Фою отправили в ноябре 1944 года вместе с другим агентом НКВД Ниной Калуженко («Ириной») на Волынь: Людмила должна была представиться как деятельница Киевского провода ОУН, связная между «Тараном» и подпольем на Западной Украине. В поддержку «Тарану» была отправлена и секретный сотрудник НКВД с 1927 года Екатерина Миньковская (она же «Евгения»). Всей группе агентов выдали фальшивые документы на подпольщиков ОУН и фальшивое письмо к Максиму Рыльскому. Дальнейшее развитие операции замедлили болезнь Захаржевского и Калуженко. Весной операцию удалось продолжить.

### Раскрытие «Апрельской» и предательство
2 мая 1945 года «Таран», «Евгения», «Ирина» и «Апрельская» прибыли на Волынь, где попали под наблюдение СБ ОУН. 3 июня 1945 года сотрудник СБ «Михась» организовал допрос, где Людмила вынуждена была раскрыть себя и сознаться в работе на НКВД, а также раскрыть своё задание. Перевербовкой Людмилы Фои занялся Николай Козак, руководитель СБ на Волыни, с которым Людмила была давно знакома. Он решил ввести НКГБ в заблуждение и начал вести своеобразную оперативную игру. В июне 1945 года заместитель начальника 6-го отдела 2-го Управления Павленко в справке сообщил, что «Апрельская» установила связь с Николаем Козаком (в документах он фигурирует как Богдан Козак, «Чупрынка» и «Смок»). Козак был известен даже среди бандеровцев как жестокий и бескомпромиссный человек, устраивавший чистки в подполье и пытки всех, кто попадал на допрос. Страх перед Козаком испытывал даже последний командующий УПА Василий Кук.
Однако Павленко одним из первых заподозрил, что «Апрельская» расшифровала себя, вступив в интимные отношения с Козаком. Трижды за лето «Апрельская» совершила поездки на Волынь, передавая фальшивые материалы СБ ОУН куратору НКГБ Павленко, а сама же выдала оперативников Танельзона, Бриккера, Орлова и Иовенко. 19 июня 1945 года СБ ОУН отправила Фою в Киев с подпольной литературой и письмами к «Тарану» с предложением сотрудничать, а 22 июня Фоя доложила сотрудникам центрального аппарата НКГБ о своих «успехах». Никто из НКГБ не догадывался, что Нина Калуженко была уже похищена боевиками ОУН: Людмила сообщила, что «Ирина» якобы отправилась на сотрудничество с Центральным проводом ОУН. В июле 1945 года заместитель Наркома внутренних дел УССР В. Дроздов получил всю информацию, а Фое дали новое задание — сопроводить Захаржевского на Волынь и внедрить его в подполье. Фое обещали предоставить в случае успеха право на обучение в любом институте СССР.
5 августа 1945 года агенты «Апрельская» (Людмила Фоя) и «Таран» (Михаил Захаржевский) выехали в Луцк и вышли на связь с подпольем. Захаржевского бандеровцы сразу же похитили: к тому моменту Людмила выдала СБ ОУН весь план оперативного мероприятия, агентов «Ирину», «Тарана» и «Евгению». Захаржевский на допросах СБ ОУН вынужден был придерживаться своей легенды, в то время как Людмилу ни в чём не подозревали в НКГБ. Фоя разоблачила Захаржевского, который дал показания о планах оперативной игры от имени легендированного подполья. СБ ОУН похитила и «Евгению» (Екатерину Миньковскую), заставив её под пытками также признаться в сотрудничестве с НКГБ. Вскоре Захаржевский, Миньковская и Калуженко были убиты бандеровцами, а от имени «Тарана» бандеровцы отправили письмо в НКГБ с просьбой прислать кадровых сотрудников госбезопасности и квалифицированную агентуру. Но на этом Козак остановил свою оперативную игру. 6 августа 1946 года Людмилу Фою объявили во всесоюзный розыск МГБ и МВД: дело взял под особый контроль министр госбезопасности УССР генерал-лейтенант Савченко. 20 мая 1948 года первый отдел Управления 2-Н МГБ УССР исключил Людмилу Фою из агентурной сети за предательство, обвинив её в измене на фоне интимных отношений с Козаком. Тем не менее, в МГБ не сразу заподозрили, что информация от «Апрельской» была сфальсифицирована.
За срыв планов НКВД Николай Козак был награждён Золотым крестом заслуги УПА. Людмила получила также наградной пистолет и продолжила уже свою деятельность в плане пропаганды: под псевдонимом «Мария Перелесник» она работала в журнале «Молодий революціонер» и издавала рассказы о повстанцах УПА. 8 февраля 1949 года Козак был убит в перестрелке со спецгруппой МГБ, и Людмила вышла замуж за подпольщика Максима Ата.

### Смерть
19 июля 1950 года оперативно-поисковая группа 446-го стрелкового полка внутренних войск МВД прочёсывала Неверковский лес у села Межиречье в Ровенской области и обнаружила группу повстанцев из трёх человек. Уполномоченный МГБ майор Друзенко и командир роты лейтенант Кузьмин приняли бой: в числе повстанцев была и Людмила Козак. В ходе боя был убит рядовой Бахтияров и ранен рядовой Синицын. Ответным огнём был убит один из повстанцев, а Людмила Козак также была смертельно ранена. Третий повстанец сбежал и его так и не поймали.
Уже потом Георгий Санников, один из участников советских облав на украинских националистов, писал, что в одном из сражений некая женщина подорвала гранату, приложив её к лицу. О том, что этой женщиной была Людмила Фоя, ходили долгие слухи, однако на посмертной фотографии было видно, что ранений на лице Людмилы не было. В ходе боя были захвачены два пистолета, автомат, две гранаты, 200 патронов и пропагандистская литература. Максим Ат был убит 14 октября 1951 года от взрыва бомбы, спрятанной в посылку. Посмертно Фою повстанцы УПА наградили в 1952 году Серебряным Крестом Боевых Заслуг 2 класса.
Написанные Людмилой Фоей книги хранятся ныне в архивах СБУ: всего она считается автором 15 рассказов. Первым опубликовал их официально Владимир Иванченко.

### На украинском
- Іванченко Володимир. Квітка у червоному пеклі: життєвий шлях Людмили Фої. — Львов: Літопис УПА, 2009. — 127 с.
- Білас Іван. Репресивно-каральна система в Україні 1917–1953. — 1994.
- Савчин Марія. Тисяча доріг. — 2003.

### На русском
- Игнатов В.Д. Деятельность СБ ОУН в документах НКВД СССР // Агентура НКВД-МГБ против ОУН-УПА. — Вече, 2015. — 488 с. — (Военные тайны XX века). — 2500 экз. — ISBN 978-5-4444-3605-9.
- Колпакиди А.И., Веденеев Д.В., Чертопруд С.В. Глава 7. «Особое задание». Противоборство с повстанческо-подпольными формированиями украинского националистического движения // Разведка Судоплатова. Зафронтовая диверсионная работа НКВД-НКГБ в 1941-1945 гг.. — Алгоритм, 2015. — 576 с. — (Вежливые люди). — 2000 экз. — ISBN 978-5-906798-15-2.